# Tephrosia rupicola
Tephrosia rupicola är en ärtväxtart som beskrevs av Jan Bevington Gillett. Tephrosia rupicola ingår i släktet Tephrosia och familjen ärtväxter.

## Underarter
Arten delas in i följande underarter:
- T. r. dreweana
- T. r. rupicola